# Кръговрат на живота
Кръговрат на живота, още жизнен цикъл, в биологията е поредица от промени във формата, които претърпява един организъм, връщайки се в изходното състояние. „Концепцията е тясно свързана с тези (концепции) на историята на живота, развитието и онтогенезата, но се различава от тях по обновяването.“ Преходите на формата могат да включват растеж, безполово размножаване или полово размножаване.
При някои организми различни „поколения“ от видовете се сменят по време на жизнения цикъл. За растенията и много водорасли има два многоклетъчни етапа и жизненият цикъл се нарича редуване на поколения. Терминът „история на живота“ често се използва, особено за организми като червените водорасли, които имат три многоклетъчни етапа (или повече), а не два.

## Вижте още
- Колелото на живота